# Icianthus hyacinthoides
Icianthus hyacinthoides là một loài thực vật có hoa trong họ Cải. Loài này được (Hook.) Greene mô tả khoa học đầu tiên năm 1906.